# Final Four Cup femminile 2008
La I Final Four Cup di pallavolo femminile si è svolta dal 3 al 7 settembre 2008 a Fortaleza, in Brasile. Al torneo hanno partecipato 4 squadre nazionali nordamericane e sudamericane e la vittoria finale è andata per la prima volta al Brasile.

## Squadre partecipanti
- Argentina
- Brasile
- Cuba
- Rep. Dominicana

## Fase finale

### Finali 1º e 3º posto
|  | Semifinali      | Semifinali      | Semifinali |         |                 | Finale 1º/2º posto | Finale 1º/2º posto | Finale 1º/2º posto |  |
|  |                 |                 |            |         |                 |                    |                    |                    |  |
|  | Rep. Dominicana | Rep. Dominicana | 3          |         |                 |                    |                    |                    |  |
|  | Rep. Dominicana | Rep. Dominicana | 3          |         |                 |                    |                    |                    |  |
|  | Cuba            | Cuba            | 0          |         |                 |                    |                    |                    |  |
|  | Cuba            | Cuba            | 0          |         | Rep. Dominicana | Rep. Dominicana    | 0                  |                    |  |
|  |                 |                 |            |         | Rep. Dominicana | Rep. Dominicana    | 0                  |                    |  |
|  |                 |                 | Brasile    | Brasile | 3               |                    |                    |                    |  |
|  | Brasile         | Brasile         | Brasile    | Brasile | 3               | 3                  |                    |                    |  |
|  | Brasile         | Brasile         |            |         |                 | 3                  |                    |                    |  |
|  | Argentina       | Argentina       | 0          |         |                 | Finale 3º/4º posto | Finale 3º/4º posto | Finale 3º/4º posto |  |
|  | Argentina       | Argentina       | 0          |         |                 |                    |                    |                    |  |
|  |                 |                 |            |         |                 |                    |                    |                    |  |
|  |                 |                 |            |         |                 | Cuba               | Cuba               | 1                  |  |
|  |                 |                 |            |         |                 | Cuba               | Cuba               | 1                  |  |
|  |                 |                 |            |         |                 | Argentina          | Argentina          | 3                  |  |

## Classifica finale
| Pos     | Squadra         | Rosa |
| ------- | --------------- | --- |
| Oro     | Brasile         | Formazione: 1 W. de Oliveira, 2 Albuquerque, 3 Steinbrecher, 4 Pequeno, 6 de Menezes, 7 de Souza, 8 Menezes, 9 Claudino, 10 Gonzaga, 12 de Carvalho, 13 de Castro, 14 F. de Oliveira, CT: Guimarães |
| Argento | Rep. Dominicana | Formazione: 1 Vargas, 2 Eve, 5 Núñez, 6 Castillo, 7 Marte, 8 Cabral, 9 Echenique, 10 Rondón, 13 Rivera, 14 Rodríguez, 15 Mambrú, 17 de la Cruz, CT: Kwiek                                           |
| Bronzo  | Argentina       | Formazione: 1 Bertaina, 2 Fernández, 4 Boscacci, 7 Rizzo, 8 Klug, 9 Flaviani, 11 Leyendeker, 12 Busquets, 13 Seguí, 15 Gaido, 16 Pereyra, 18 Castiglione, CT: Bastit                                |
| 4.      | Cuba            | Formazione: 1 Marsillan, 2 Santos, 5 Maso, 6 Salas, 7 Arredondo, 8 Palacio, 9 Sánchez, 10 Herrera, 13 Castañeda, 14 Carcaces, 15 Silié, 17 Silva, CT: Bonilla                                       |